# Jan Olav Gjermundshaug
Jan Olav Gjermundshaug (24 de octubre de 1987) es un deportista noruego que compitió en biatlón. Ganó una medalla de plata en el Campeonato Europeo de Biatlón de 2012, en la prueba por relevos.

## Palmarés internacional
| Campeonato Europeo | Campeonato Europeo   | Campeonato Europeo | Campeonato Europeo |
| Año                | Lugar                | Medalla            | Prueba             |
| ------------------ | -------------------- | ------------------ | ------------------ |
| 2012               | Osrblie (Eslovaquia) | Medalla de plata   | Relevos            |